# John Dingell
John David Dingell, Jr. (født 8. juli 1926 Colorado Springs, Colorado, død 7. februar 2019) var en amerikansk politiker, som havde været medlem af Repræsentanternes Hus for Demokraterne siden 1955. Han var derved det længst siddende medlem af Repræsentanternes Hus.